# Tatort: Die Sonne stirbt wie ein Tier
Die Sonne stirbt wie ein Tier ist ein Fernsehfilm der Fernseh-Kriminalreihe Tatort. Der Film des Südwestrundfunks von Regisseur Patrick Winczewski mit Ulrike Folkerts als Lena Odenthal und Andreas Hoppe als Mario Kopper aus Ludwigshafen am Rhein wurde am Sonntag, 18. Januar 2015, im Ersten ausgestrahlt. Es handelt sich um die 932. Tatort-Folge.

## Handlung
Lena Odenthal und Mario Kopper nehmen die Ermittlungen auf, als der Tierpfleger Heiko Dahl auf einem Pferdehof ermordet aufgefunden wird. Nahezu zeitgleich wird ein schwer misshandeltes Pferd aufgefunden, welches auf Grund der fehlenden Spritze des herbeigerufenen Tierarztes und der vermeintlichen Nichtzuständigkeit eines anwesenden Polizeibeamten von Lena mit dessen Dienstwaffe erlöst wird. Der Gnadenschuss fällt Lena Odenthal sichtlich schwer, außerdem musste sie deshalb eine Reha-Behandlung wegen ihres Burnouts abbrechen. Die Gestütsbesitzerin Silvia Magin scheint dabei über den Tod des Pferdes mehr erregt zu sein als über den Tod des Tierpflegers. Die Ermittlungen gehen zunächst von einem Zusammenhang der beiden Taten aus, da in der Umgebung von Ludwigshafen eine Serie von Pferdeschändungen bekannt sind. Möglicherweise musste Heiko Dahl als zufälliger Tatzeuge sterben. Der Verdacht fällt schnell auf Gerd Holler, einen psychisch labilen Informationstechniker, der bei vorangegangenen Taten gesehen wurde. Dieser hat jedoch ein Alibi. Die Ermittlungen zu Silvia Magin und ihrem Verlobten, dem Rechtsanwalt Konstantin Yildiz, ergeben, dass Yildiz seine Verlobte durch einen Privatdetektiv überwachen ließ, wobei zusätzlich der Verdacht einer Beziehungstat aufkommt. Gerd Holler verfolgt unbemerkt seine heimliche Angebetete Paula Bender, die er fortwährend fotografiert, bricht sogar durch die Balkontür in ihre Wohnung ein und entwendet ein Stofftier als Souvenir. Ihm gelingt es dann doch, mit ihr Kontakt aufzunehmen und sogar eine Liebesbeziehung aufzubauen. In der Liebesnacht in Hollers Wohnung findet Paula das Stofftier und bricht die Beziehung wegen des offensichtlichen Vertrauensbruchs ab. Nun eskaliert die Situation. Holler bereitet eine erneute Pferdeschändung vor, wird aber dabei beobachtet. In der Nacht der geplanten Tat wird er von einer Art Bürgerwehr, die von Kopper kontrolliert wird, gestellt. Es gelingt ihm aber verletzt die Flucht. In seiner Verzweiflung geht er zu Paula und nimmt diese als Geisel. In der Zwischenzeit stellt sich heraus, dass Silvia Magin vom Tierpfleger Dahl wegen früherer Auftritte in Pornofilmen erpresst wurde. Um ihr Vorleben gegenüber ihrem Verlobten zu verbergen, hat sie den Mord begangen und gesteht ihn schließlich. Lena und Kopper finden heraus, dass Holler seine Geisel in einer Kleingartenanlage versteckt halten könnte. Sie kommen allerdings zu spät. Holler hat vor der gefesselten Paula Suizid begangen. Lena wendet sich zunächst entsetzt vom Tatort ab, besinnt sich jedoch und geht zu ihrer Polizeiarbeit über.

## Hintergrund
Seine Rolle als Gerd Holler empfindet Ben Münchow als die „schwerste Rolle, die er je gespielt habe“. Münchow bereitete sich intensiv auf die Rolle vor. Er las sich psychologische Hintergründe zum Stottern an und holte sich Rat von Psychologen.
Bei der Filmmusik wurde auf deutschsprachige Musik gesetzt. So sind Die Toten Hosen mit Tage wie diese neben Helene Fischer mit Atemlos durch die Nacht zu hören.
Drehorte der Folge waren Ludwigshafen am Rhein, Baden-Baden und Karlsruhe. Die Aufnahmen zum Reha-Aufenthalt von Lena Odenthal wurden in einem Feriendorf bei Kappelrodeck produziert.

## Rezeption
„Die Selbstbezogenheit der Kommissarin führt zu schwachen Minuten. Dafür ist das Milieu, in dem sie den Täter sucht, treffend gezeichnet. Eine rot-blau ausgeleuchtete Dorfdisko, in der „Atemlos“ von Helene Fischer läuft, das ist durchschnittsdeutsche Ausgehtristesse. Als der Film mit saufenden Bürgerwehr-Pfälzern kurz in Klamauk abzudriften droht, reißt er seine Zuschauer wieder aus der Couchgemütlichkeit. Zartbesaitete und Pferdefreunde sollten an diesem Sonntagabend vielleicht etwas anderes schauen.“

„Regisseur Patrick Winczewski und Tatort-Vielschreiber Harald Göckeritz sind Feinde aller Subtilität, sie tragen in sämtlichen groben Linien zu dick auf, und auch in jedem Detail. […] Das Nervpotenzial der so beflissenen neuen Kollegin Stern, die auch schlimme Wörter ganz cool ausspricht, weil die jungen Leute ja so abgebrüht sind heute.“